# マーロール
マーロール（ヘブライ語：מָרוֹר mārôr, marror, maror）は、過越（ペサハ）のセーデルの食べ物の一つで、苦みのある香味野菜のこと。「苦ヨモギ」とも訳される。ハゼレト（חזרת、chăzereth）が用いられることもある。
マーロールはヘブライ語で「苦い」を意味するマール（מר）に由来し、エジプトの地における強制労働の苦しみを象徴する。セーデル・シェル・ペサハでマーロールを食べることがミツワーを成すとされる。
多くの家庭では、根ごとすりおろしたホースラディッシュに砂糖と加熱したテーブルビートを加えたフライン（chrein）をマーロールとして供する。
ハゼレトには、典型的には苦味のあるレタスの一種コスチシャが用いられる。エンダイブやタンポポの葉であることもあり、セファルディムの家庭ではパセリや青ネギも用いられる。同じく強制労働の苦しみを象徴するハローセトをハゼレトにつけてから、余分なハローセトをふるい落として食べる。
マーロールは、現代ヘブライ語の口語ではホースラディッシュのことになっている。ハゼレトも口語ではホースラディッシュのことである。